# Max Théret
Max Théret (* 6. Januar 1913 in Paris; † 25. Februar 2009 in Neuilly-sur-Seine) war ein französischer Unternehmer und Mitbegründer des Fnac-Konzerns.

## Leben

### Die Anfänge bis 1950
Sein Vater, Veteran des Ersten Weltkrieges, war Verehrer von Aristide Briand und gründete in den 1920er Jahren einen Verein zum Jugendaustausch zwischen Frankreich und Deutschland. Er war engagierter Kriegsgegner und erzog Max in diesem Sinne. Früh interessierte sich Max Théret für Politik und trat der sozialistischen Section française de l’Internationale ouvrière bei. Im Alter von 18 Jahren, nach der Teilnahme an einigen Judo- und Aikido-Kursen, beteiligte er sich an den tätlichen Auseinandersetzungen zwischen Faschisten und Linken. Auch im Frankreich der frühen 1930er Jahre waren solche Straßenkämpfe häufige Ereignisse.
1932 reiste er nach Spanien, um bei der Proklamation der Republik dabei zu sein, und lernte dabei einige junge spanische Sozialisten kennen. Im Jahre 1934 begegnete er Leo Trotzki in Barbizon. Er wurde Mitglied einer Gruppe von militanten Anhängern, die für einige Monate Trotzkis damalige Residenz in Barbizon, die Villa Ker Monique, Tag und Nacht bewachten. Im Herbst 1934 reiste er erneut nach Spanien, um am Aufstand der Bergarbeiter in Asturien teilzunehmen, und erneut 1936, zu Beginn des Spanischen Bürgerkrieges. Zwei Jahre kämpfte in der republikanischen Armee. Zwei Kugeln aus Schussverletzungen, die er sich dabei zuzog, behielt er zeitlebens in seinem linken Bein.
Zu Beginn des Zweiten Weltkriegs war er Soldat in der französischen Armee. Nach der Niederlage Frankreichs im Westfeldzug wurde er demobilisiert und eröffnete im November 1940 in Paris ein kleines Fotostudio. Das Ladengeschäft wurde zur geheimen Druckerei für Notre révolution, eine der versteckt verteilten Zeitungen der Trotzkisten während der deutschen Besatzung. Einige Monate später eröffnete er ein anderes kleines Unternehmen. Offiziell handelte es sich um einen Reparaturbetrieb für defekte Telefonlinien der damaligen staatlichen Gesellschaft PTT. Théret nutzte die Technik jedoch, um Telefongespräche der mit der Besatzung kollaborierenden politischen Führung abzuhören. Deren Inhalt teilte er seinem Vorgesetzten Honoré Farat, einem Mitglied der Résistance, mit. Dieser zeigte sich nach dem Kriege erkenntlich und beförderte Théret zum Leiter der Genossenschaft der PTT.

### Die Jahre bis 1974 – Erwerb eines Großvermögens
Im Boom der 1950er Jahre legte Max Théret den Grundstock für sein späteres Vermögen. 1951 machte er aus seiner Leidenschaft für Fotografie, insbesondere Aktfotografie, die man damals verschämt photo de charme nannte, ein Geschäft. Er knüpfte ein Netz von Kontakten zu zahlungskräftigen Privatkunden und zu Fotografen und verkaufte mit gutem Profit die Fotos weiter.
Seine Kundenkontakte nutzte er dann für die große Unternehmung seines Lebens. Bei dem Maler Fred Zeller, einem prominenten Trotzkisten und Mitglied der Freimaurerloge Grand Orient de France, lernte er den ebenfalls der trotzkistischen Bewegung verbundenen André Essel kennen. Gemeinsam mit ihm gründete er Anfang 1954 die Fédération nationale d'achats des cadres (nationale Einkaufsvereinigung für Führungskader), die Keimzelle des heutigen Fnac-Konzerns. Die beiden Gründer hatten mit ihrer Unternehmung sowohl kommerzielle als auch politische Ziele im Sinn. „Wir wollten durch Erhöhung der Einkommen die Kaufkraft der Arbeiter verbessern. Durch niedrigere Preise erreicht man das gleiche Ergebnis“, schrieb André Essel 1985 in seinen Memoiren.
Durch günstige Konditionen bei den Lieferanten konnte die Fnac die Marktpreise in der Regel um 15 % bis 40 % unterbieten. Der Erfolg stellte sich in Form eines fulminanten Wachstums ein: Vom ersten Beginn in einer Fünf-Zimmer-Wohnung in Paris wuchs das Unternehmen zu einer Gesellschaft mit 2.000 Angestellten und einem Umsatz von 768 Millionen Francs im Jahr 1977. In jenem Jahr verkauften die Gründer ihre Anteile an französische Konsumgenossenschaften, die Coop.

### Die späten Jahre – Nutzung seines Vermögens für politische Ziele, und der Pechiney-Skandal
Nun, im Alter von 60 Jahren, besaß Max Théret ein enormes Vermögen. Einen Teil davon setzte er für politische Zwecke ein: Mit großzügigen Spenden unterstützte er die Parti Socialiste und 1974 und 1981 die Wahlkämpfe des späteren Präsidenten François Mitterrand. Auch während der Präsidentschaft von Mitterrand setzte Max le menace (Max der Bedrohliche), wie ihn Minister Pierre Bérégovoy gerne scherzhaft nannte, diese finanziellen Zuwendungen fort.
1982 versuchte er, dem Presseunternehmer Robert Hersant die Zeitung France Soir abzukaufen. Für die Linke verband sich damit die Hoffnung, eine große Tageszeitung in ihren Einflussbereich zu bringen. Der Plan scheiterte jedoch. 1985 beteiligte er sich an Le Matin de Paris, der sich in finanziellen Schwierigkeiten befand. Für diese Tageszeitung brachte die Zufuhr von Kapital jedoch nur einen Aufschub: Im Januar 1988 wurde sie eingestellt.
Im Herbst 1988 kaufte Max Théret 32.000 Aktien des amerikanischen Konzerns Triangle Industries. Eine Woche später kaufte der Pechiney-Konzern deren Tochtergesellschaft American National Can auf. Der Kursgewinn, den Théret mit den Triangle-Aktien erzielen konnte, betrug rund 9 Millionen Francs. Die französische Börsenaufsicht warf Théret Insiderhandel vor. Die Affäre weitete sich zu einem politischen Skandal aus, als der Verdacht aufkam, dass Théret einen Vertrauten Mitterrands, Roger-Patrice Pelat, an dem Geschäft beteiligt habe. Théret wurde vor Gericht gestellt und nach einem mehrjährigen Prozess im September 1993 zu einer zweijährigen Gefängnisstrafe und einer Geldstrafe von 2,5 Millionen Francs wegen Insiderhandels verurteilt. In der Berufungsverhandlung wurde dieses Urteil 9 Monate später bestätigt und rechtskräftig.
Nach seinem Tod am 25. Februar 2009 wurde Max Théret auf dem Pariser Friedhof Père-Lachaise bestattet.